# 거창 유씨
거창 유씨(居昌劉氏)는 경상남도 거창군을 본관으로 하는 한국의 성씨이다. 시조 유전(劉荃)은 송나라 사람으로 한림학사(翰林學士)와 병부상서(兵部尙書)를 지내다가 고려 문종 때인 1082년 고려에 들어와 정착하였다. 유전(劉筌)의 첫째 아들 유견규(劉堅規)가 거창군(居昌君)에 봉해졌다.

## 역사
도시조인 유전(劉筌)은 한 고조(漢高祖)의 41세손으로 도학(道學)과 문장(文章)이 뛰어났다하고 송나라에서 벼슬이 병부상서(兵部尙書)에 이르렀다 하며, 1082년(고려 문종 36) 8학사의 일원으로 고려(高麗)에 들어온 후 경북 영일군에 정착하여 살았다 한다. 유전(劉筌)의 첫째 아들 유견규(劉堅規)가 거창군(居昌君)에 봉해져 후손들이 본관을 거창으로 했다.

## 인물
- 유이태(劉以泰, 劉爾泰) : 1652-1715.

조선 숙종 때의 의학자(醫學者).
호는 신연당(新淵堂), 원학산인(猿鶴山人), 인서(麟西).
숙종 연간에 두진(痘疹)·마진(麻疹) 등의 질병이 크게 유행하여 생명을 잃는 자가 많았다.
이에 자극을 받아 그의 집에 전해 내려오던 ≪마진경험방 麻疹經驗方≫을 참고로 하여 1696년(숙종 22) ≪마진편 麻疹篇≫ 1책을 저술하다. 이 책은 마진에 대한 전문의서로서 오랫동안 필사본으로 전해져왔으나, 1931년 경상남도 진주에서 박주헌(朴周憲)에 의하여 출간되었다. 유이태는 ≪마진편 麻疹篇≫ 이외 ≪인서문견록≫, ≪실험단방≫, 잃어버린 저서 2권, 1940년 초반 화재로 소실된 ≪침구서≫와 ≪부인방≫이 있다.
조선의 명의 유이태는 거창유씨로 반상(班常)과 남녀노소가 엄격히 구분되어 있던 시대에 사대부 가문의 유학자 의원이다. 자는 백원(伯源)이고 호는 신연당(新淵堂)⦁원학산인(猿鶴山人)⦁인서(麟西)로서 1652년 거창군 위천며 사마리에서 정유재란 안의 황석산성에서 순절한 의병장 유명개의 현손이고 효자로 나라로부터 복호를 받은 유유도의 손자로 태어났다. 그의 나이 10세 전후에 부모님과 함께 외가가 있는 산청군 생초면 신연으로 이거하였으나 젊은 시절에는 거창 위천에서 임시로 잠시 거주하며 의술 활동을 펴기도 하였다. 1715년에 세상을 떠났고 묘소는 산청군 생초면 갈전리에 있다.
그는 일생동안 정도(正道), 효도(孝道), 의도(懿道), 의도(醫道), 수도(壽道)의 5도(道)정신을 실천하였다. 병마에 고통 받는 환자들과 생사고락을 같이하였다. 남녀노소를 막론하고 귀천(貴賤), 친소(親疎), 빈부(貧富), 민관(民官)을 구분하지 않고 백성을 사랑하는 애민(愛民), 백성을 보살피는 위민(爲民)의 박애정신으로 인술(仁術)을 펼쳤던 조선의 명의로서 죽었던 사람을 살렸던 神醫, 환자를 사랑하는 마음으로 치료하는 心醫이다. 살아 생전에 중국의 명의 화타(華陀)와 편작(扁鵲로 불렸고, 햔대에 와서는 의학의 발달괴 의술의 윤리도덕을 확립한 서양의 히포크라테스에 비유되었다.
유이태는 병자를 마음으로 치료하는 심의(心醫)이며 죽어가는 사람을 살리는 신의(神醫)로 추앙된 분으로서 『소설 동의보감』과 <드라마 허준>에서 살신성인의 스승으로 묘사된 허준의 스승 유의태(柳義泰)의 모델 인물로서 국왕의 두 번의 부름을 받고 숙종의 어의(御醫)를 지냈고 숙종의 병환을 고친 공로로 국왕이 숭록대부 안산군수를 제수하였으나 관직을 고사하고 향리 산음(산청)으로 돌아왔다.
유이태는 중국 의서에 의존하였던 홍역 치료법을 조선인으로 처음 홍역전문치료서 마진편을 저술하여 마진(홍역)학의 태두이다.
그의 치법은 정약용을 마과회통에 영향을 끼쳤고, 1931년 진주에서 마진편이 간행되었다.
그는 가난한 사람들이 의원을 찾아가기 어려운 점을 감안하여 경험방 인서문견록과 실험단방을 저술하였다.
유이태는 전해지고 있는 마진편을 포함한 3권의 저서와 잃어버린 2권 그리고 화재로 소실된 2권 등 7 권의 저서와 유이태유고,
예조에 올리는 장계(유이태효행장), 경상도 관찰사에 올리는 장계(정영장) 그리고 간찰(편지) 등 유품들을 남겼다. 산청에 거창에는 많은 유적지들을 남겼고, ‘유이태탕’, ‘순산비방’ 등 70여편의 의료 설화를 채록되어 있으며, 청나라 황제를 치료한 설화와 민속노래 강강술래에 채록되어 있다.
유이태는 대구사학회가 선정한 경상도를 움직인 신라의 김유신, 원효, 최치원, 고려의 길재와 신돈, 조선의 정도전, 이황, 조식, 류성룡, 곽재우, 현대의 박정희와 이병철 등 56인의 한분으로 선정되어 있으나 산청군청은 유이태의 사적과 유적지를 허구의 인물 유의태로 바꾸어 널리 알리고 있다.
1. 유이태는 일생 동안 5도정신을 펼쳤다.
2. 정도(正道) : 정도(正道)는 유이태의 인품을 나타내는 것이다.
3. 효도(孝道) : 자식이 부모를 공경히 모시는 것이다.
4. 시도(施道) : 사람들이 헐벗어 굶주리고 있을 때 그 사람에게 희망을 주고 그들을 위하여 진정한 마음으로 대하며 자신이 가진 것을 나누어 주는 아름다운 일을 하는 것이다.
5. 의도(醫道) : 병의 근원이 되는 곳을 깊게 탐구하여 그 증세에 따라 처방하며 사랑하는 마음으로 정성을 다하여 환자를 치료하는 것이다.
6. 수도(壽道) : 평상시 건강할 때 몸을 잘 관리하여야 하며, 질병에 대비하여 소식(小食)하고 질병 초기에 신속히 치료하여야 하며, 마음을 평안하게 다스리고 절제 있는 생활로 장수양생을 하는 것이다.

- 유명개(劉名蓋,1548년-1597년). 정유재란 의병장, 증직 감찰, 경남 안의황석 산성에서 순절
- 유도재(劉度在, 1933년 ~ ) : 前 대통령비서실 총무수석비서관, 現 유한학원 이사장
- 유병무(劉炳武, 1938년 ~ ) : 지휘자
- 유재열(劉在烈, 1941년 ~ ) : 前 3군사령관, 육군대장
- 유광언(劉光彦, 1944년 ~ ) : 정무제1장관실 차관
- 유철호(劉喆鎬, 1951년 ~ ) : 한의사학 박사
- 유대현(劉大鉉, 1958년 ~ ) : 한양대학교 의대 교수
- 유희종(劉喜鍾, 1983년 ~ ) : SBS Sports 아나운서
- 유화경 : 의학박사, 서울이비인후과 원장
- 유승경 : 前 경기도 경제원장, 경제학박사
- 유영준(劉泳俊, 1980 ~ ) : 前 제주Utd 재활트레이너
- 유정우(劉政祐, 1981년 ~) : 미국 변호사
- 유상일(劉相逸, 1979년 ~) : 前 LG전자 근무, 現 디지털칩 코리아 무역업 대표이사

## 과거 급제자
거창 유씨는 조선시대 문과 급제자 1명을 배출하였다.
문과
유덕개(劉德蓋)
무과
유계훈(劉繼勳) 유광한(劉光漢) 유기남(劉起男) 유막난(劉莫難) 유만기(劉萬起)
유성익(劉成益) 유수오(劉秀吾) 유업동(劉業同) 유엽(劉燁) 유유창(劉有昌)
유을생(劉乙生) 유응남(劉應男) 유정익(劉廷益) 유찬방(劉贊邦) 유찬방(劉贊邦)
유한민(劉漢民)
생원시
유경룡(劉慶龍)
진사시
유덕개(劉德蓋)

## 인구
- 1985년 7,667가구, 32,790명
- 2000년 6,081가구, 19,419명

## 같이 보기
- 연안 유씨
- 강릉 유씨